# Николо-Раменье (Вологодская область)
Николо-Раменье — деревня в Череповецком районе Вологодской области. Административный центр Николо-Раменского сельского поселения и Николо-Раменского сельсовета.
Расстояние до районного центра Череповца по автодороге — 90 км. Ближайшие населённые пункты — Средние Чуди, Сковятино, Игнатьево.
По переписи 2002 года население — 144 человека (65 мужчин, 79 женщин). Преобладающая национальность — русские (97 %).